# Département des antiquités orientales du musée du Louvre
Le département des antiquités orientales du musée du Louvre à Paris conserve des objets provenant d'une région située entre l'actuelle Inde et la mer Méditerranée (Turquie, Syrie, Irak, Liban, Israël, Jordanie, Arabie saoudite, Iran, Afghanistan… ). Il offre un panorama presque complet des antiques civilisations du Proche et Moyen-Orient. Il s'agit d'une des trois plus importantes collections du monde (avec celles du British Museum et du musée de Pergame) avec plus de 150 000 objets. Le département présente 6 500 œuvres dans une trentaine de salles, dont des chefs-d'œuvre universels comme le Code de Hammurabi ou les impressionnants Lamassus du palais de Khorsabad..

## Historique
Le musée assyrien du Louvre, inauguré en 1847 et alors rattaché au département des Antiques, est le premier musée au monde consacré aux antiquités orientales. Le département des Antiquités orientales est officiellement créé par décret du 20 août 1881, à la suite des fouilles de Tello et des progrès considérables dans la redécouverte de l'antiquité orientale auxquels la section du musée Assyrien contribuait activement. Tout au long du XIXe siècle et pendant la première moitié du XXe siècle, les collections se sont développées grâce aux explorations et fouilles menées par des diplomates et des archéologues français au Proche et Moyen-Orient, notamment sur les sites de Khorsabad, Tello, Suse, Mari, Ougarit ou encore Byblos.
L'abréviation couramment employée pour désigner ce département est AO ou DAO.
Liste des conservateurs ayant dirigé le département des Antiquités orientales (intitulé de 1886 à 1925 "Département des Antiquités orientales et de la céramique antique" et auquel fut rattachée la collection d'arts de l'Islam entre 1945 et 2003) :
- de 1881 à 1908 : Léon Heuzey (1831-1922), 1er conservateur[2],[3] ;
- de 1908 à 1910 : Eugène Ledrain (1844-1910) ;
- de 1910 à 1924 : Edmond Pottier (1855-1934) ;
- de 1925 à 1928 : François Thureau-Dangin (1872-1944) ;
- de 1928 à 1936 : René Dussaud (1868-1958) ;
- de 1937 à 1946 : Georges Contenau (1877-1964) ;
- de 1946 à 1968 : André Parrot (1901-1980) ;
- de 1968 à 1988 : Pierre Amiet (1922 - 2021) ;
- de 1988 à 2005 : Annie Caubet ;
- de 2006 à 2015 : Béatrice André-Salvini (1949-2020) ;
- de 2015 à 2021 : Marielle Pic ;
- depuis janvier 2021 : Ariane Thomas.

## Collections
Avec plus de 150 000 objets, le département des antiquités orientales du musée du Louvre présente l'une des plus importantes collections au monde, qui permet d'offrir l'un des panoramas les plus complets de l'histoire antique du Proche et Moyen-Orient.
Ces œuvres couvrent quelque 8 000 ans d’histoire sur un immense territoire allant pour certaines périodes de l’Asie centrale à l’Espagne et de la mer Noire à l’océan Indien. Depuis le Néolithique, de nombreuses cultures et civilisations se sont succédé dans cette région, où l'on voit notamment apparaître une administration politique, militaire et religieuse, soit la naissance de l'Etat selon une formule usitée. C'est également le berceau de l'écriture, qui fait son apparition vers -3300 à Uruk, en Mésopotamie.
La présentation actuelle du département des Antiquités orientales est articulée autour de trois principaux domaines de collections, réparties selon des ensembles géographiques et culturels :
- la Mésopotamie (Sumer, Akkad, Babylone, Assur… ) ;
- l'Iran antique qui comprend notamment l'époque Perse ;
- les pays du Levant (régions actuellement comprises dans les territoires de la Syrie, du Liban, de la Jordanie, de la Palestine, de Chypre, Lydie, Lycie, Cilicie, etc. en Anatolie; Phénicie, Chypre, etc.)[4].

### Mésopotamie
| Objet              | Description | Origine et datation |
| ------------------ | --- | --- |
| AO 5718            | Statuette d'homme barbu Statuette d'homme barbu, nu, représentant peut-être le roi-prêtre. Calcaire. Hauteur : 30,5 cm Musée du Louvre, base Collections Aile Richelieu, rez-de-chaussée, salle 236 | Sumer, Mésopotamie, Irak Epoque d'Uruk récent (-3500 / -3100)                                                                                         |
| AO 19936           | Tablette à écriture pré-cunéiforme Calcaire. Longueur : 4,5 cm ; Largeur : 4,3 cm Musée du Louvre, base Collections Aile Richelieu, rez-de-chaussée, salle 236 | Sumer, Mésopotamie, Irak Epoque d'Uruk récent (-3500 / -3100)                                                                                         |
| AO 50              | Stèle des vautours Stèle de victoire d'Eannatum, roi de Lagash, dite "Stèle des vautours". Calcaire. Hauteur : 180 cm. Numéros d'inventaire : AO 50 (3 fragments), AO 2346 (1 fragment), AO 2347 (1 fragment), AO 2348 (1 fragment), AO 16109 (1 fragment) Musée du Louvre, base Collections Aile Richelieu, rez-de-chaussée, salle 236. | Tello (ancienne Girsu, dans le pays de Sumer), Irak Vers -2450.                                                                                       |
| AO 2674            | Vase d'En-metena Vase liturgique dédié par Entemena ou En-metena, roi de Lagash, au dieu Ningirsu. Le même motif figure quatre fois : l'aigle léontocéphale Anzu, animal attribut du dieu Ningirsu, prend entre ses serres alternativement deux lions et deux bouquetins, évoluant sur une ligne de chevrons qui représente le sol. Argent et cuivre. Hauteur : 35 cm. Musée du Louvre, base Collections Aile Richelieu, rez-de-chaussée, salle 236.                     | Tello (ancienne Girsu, dans le pays de Sumer), Irak Vers -2400.                                                                                       |
| AO 17551           | Ebih-il Statue d'un dignitaire du royaume de Mari, vêtu du kaunakès, jupe en fourrure. Inscription sur l'épaule : ebih-il, nu-bandà (« Ebih-il, administrateur militaire ») Albâtre, coquillage, bitume, lapis-lazuli. Hauteur : 52,5 cm Fouilles André Parrot, 1934-1935 Musée du Louvre, base Collections Aile Richelieu, rez-de-chaussée, salle 234 | Tell Hariri (ancienne Mari), temple d'Ishtar, Syrie Période des dynasties archaïques (-2900 / -2340) Vers -2340.                                      |
| AO 3293, AO 4108   | Gudea, prince de Lagash Statue assise dédiée au dieu Ningishzida. Diorite. Hauteur : 46 cm Fouilles Ernest de Sarzec (tête) AO 3293 et Gaston Cros, 1903 (corps) AO 4108 Musée du Louvre, base Collections Aile Richelieu, rez-de-chaussée, salle 228 | Tello, ancienne Girsu Basse Mésopotamie, pays de Sumer, Irak Epoque néo-sumérienne, règne de Gudea (-2120 / -2110)                                    |
| AO 8               | Statue de Gudea Statue de Gudea, prince de Lagash, dite statue A, dédiée à la déesse Ninhursag. Diorite. Hauteur : 1,24 m Fouilles Ernest de Sarzec, 1881 Musée du Louvre, base Collections Aile Richelieu, rez-de-chaussée, salle 228 | Tello, ancienne Girsu Basse Mésopotamie, pays de Sumer, Irak Epoque néo-sumérienne, règne de Gudea (-2120 / -2110)                                    |
| AO 295             | Femme à l'écharpe Statuette féminine fragmentaire, dans l'attitude de l'orante, les mains jointes, dite la "femme à l'écharpe". Sa parure sophistiquée, ainsi que la pierre dure utilisée, évoque une princesse. Elle est datée de l'époque de Gudea, prince de Lagash. Diorite. Hauteur : 17,8 cm ; Largeur : 11 cm Fouilles Ernest de Sarzec 1881 Musée du Louvre, base Collections Aile Richelieu, rez-de-chaussée, salle 228                                         | Tello, ancienne Girsu Basse Mésopotamie, pays de Sumer, Irak Epoque néo-sumérienne, règne de Gudea (-2120 / -2110)                                    |
| AO 19520, AO 19824 | Lion de Mari Mari, temple aux Lions Cuivre. Hauteur : 40 cm ; longueur : 70 cm Fouilles André Parrot, 1936-1937 Musée du Louvre, base Collections Aile Richelieu, rez-de-chaussée, salle 227 | Mari, Syrie Début du IIe millénaire avant J.-C. |
| AO 19826           | Peinture de l'Investiture Fresque provenant du palais royal de Mari. La déesse Ishtar, sur un lion, tend au roi l'anneau et le bâton, insignes du pouvoir, au-dessus de deux déesses tenant un vase d'où jaillissent des courants d'eau vive, symboles de fertilité. Tempera sur plâtre. Largeur : 2,50 m Fouilles d'André Parrot, 1935-1936. Musée du Louvre, base Collections Aile Richelieu, rez-de-chaussée, salle 227                                               | Palais royal de Mari, Syrie Période amorrite Vers -1700.                                                                                              |
| Sb 8               | Code de Hammurabi, roi de Babylone Basalte. Hauteur : 2,25 m Exposé sur l'acropole de Suse parmi d'autres chefs-d'œuvre mésopotamiens prestigieux. Fouilles Jacques de Morgan, acropole de Suse, hiver 1901 - 1902. Musée du Louvre, base Collections Aile Richelieu, rez-de-chaussée, salle 227 | Babylone, Irak ; découvert à Suse, Iran Règne de Hammurabi (-1792/-1750) Objet babylonien réalisé vers -1750, déplacé à Suse au XIIe siècle av. J.-C. |
| AO 15704           | Adorant de Larsa Statuette d'homme agenouillé, vouée par un habitant de Larsa au dieu Amurru pour la vie d'Hammurabi. Bronze et or. Hauteur : 19,6 cm Musée du Louvre, base Collections Aile Richelieu, rez-de-chaussée, salle 227 | Larsa, Mésopotamie, Irak Période paléo-babylonienne IIe millénaire avant J.-C.                                                                        |
| Sb 22              | Kudurru de Melishipak Stèle inscrite au nom du roi Melishipak II. Les différents symboles et animaux sculptés sur cette stèle, aussi appelée "kudurru", représentent les principales divinités du panthéon kassite. Le texte, en akkadien cunéiforme, rapporte une donation de terres faite par le roi Melishipak à son fils Marduk-apla-iddin. Calcaire. Hauteur : 65 cm ; Largeur : 30 cm Musée du Louvre, base Collections Aile Richelieu, rez-de-chaussée, salle 227 | Babylonie, Mésopotamie, Irak Epoque kassite, règne de Meli-Shipak (= Melishihu) (-1186/-1172) Déplacé à Suse au XIIe siècle av. J.-C.                 |
| MNB 467            | Le démon assyrien Pazuzu Figurine munie d'un anneau de suspension. Au dos se trouve une inscription néo-assyrienne en écriture cunéiforme : "Je suis Pazuzu, fils de Hampa, le roi des mauvais esprits de l'air qui sort violemment des montagnes en faisant rage, c'est moi". Bronze. Hauteur : 15 cm Musée du Louvre, base Collections Aile Richelieu, rez-de-chaussée, salle 230                                                                                      | Assyrie ?, Irak Période néo-assyrienne 1e moitié du Ier millénaire avant J.-C.                                                                        |
| AO 23010           | Peinture murale néo-assyrienne dite "La chèvre bleue" Ce fragment de peinture murale provient du palais néo-assyrien de Til Barsip en Syrie. L'animal représenté est probablement un bouquetin. Peinture murale sur terre crue Hauteur : 51,6 cm ; Largeur : 63,5 cm Fouilles François Thureau-Dangin 1933 Musée du Louvre, base Collections Aile Richelieu, rez-de-chaussée, salle 230                                                                                  | Tell Ahmar, ancienne Til Barsip, Syrie Époque néo-assyrienne (-800/-700)                                                                              |
| AO 19857           | Lamassus du palais de Khorsabad ou Taureau androcéphale ailé Haut-relief et ronde-bosse, albâtre gypseux Hauteur : 4,20 m ; longueur : 4,36 m. Fouilles Paul-Émile Botta 1843-1844 Musée du Louvre, base Collections Aile Richelieu, rez-de-chaussée, salle 229 | Khorsabad, ancienne Dur-Sharrukin, Irak Époque néo-assyrienne, règne de Sargon II (-721/-705)                                                         |
| AO 21118           | Panneau de briques en relief : lion passant Céramique argileuse à glaçure. Hauteur : 105 cm ; Longueur : 227 cm Dépôt du Vorderasiatisches Museum (Pergamon museum), Berlin Musée du Louvre, base Collections Aile Richelieu, rez-de-chaussée, salle 230 | Babylone, Mésopotamie, Irak Époque néo-babylonienne, règne de Nabuchodonosor II (-604/-562)                                                           |
| AO 20127           | Statuette de femme nue debout Statuette de femme nue debout, représentant peut-être l'acolyte de la déesse babylonienne Nanaya. Albâtre, bronze, or et rubis. Hauteur : 26 cm ; Largeur : 5 cm ; Épaisseur : 5 cm Musée du Louvre, base Collections Aile Richelieu, rez-de-chaussée, salle 230 | Hillah, Irak Époque parthe Ier siècle av. J.-C. |

### Iran antique (Elam, Perse...) et Asie centrale
| Objet    | Description | Origine et datation |
| -------- | --- | --- |
| Sb 3174  | Boisseau avec motifs de bouquetins Boisseau décoré d'une frise d'échassiers sur le registre supérieur, et de panneaux aux bouquetins séparés par des méandres sur le registre principal. Terre cuite peinte. Hauteur : 28,9 cm ; diamètre : 16,4 cm Fouilles de Jacques de Morgan à Suse, entre 1906 et 1908. Musée du Louvre, base Collections Aile Richelieu, rez-de-chaussée, Iran antique, salle 232 : Iran, Susiane et plateau iranien. | Cimetière du tell de l'Acropole de Suse, Iran. Période de Suse I Vers 4500-3800 avant J.-C.,                                       |
| Sb 5692  | Pendeloque en forme de chien Pendentif en or. Hauteur : 1,4 cm Musée du Louvre, base Collections Aile Richelieu, rez-de-chaussée, salle 232. | Suse, Iran. Période de Suse II Vers 3800-3100 avant J.-C.                                                                          |
| Sb 69    | Statuette d'orante Statuette en albâtre. Musée du Louvre, base Collections Aile Richelieu, rez-de-chaussée, salle 232 ; Vitrine 3 : Suse II. Arts divers de l'époque d'Uruk récent (3300 - 3100 avant J.-C.). | Suse, Iran. Époque d'Uruk récent Vers -3300                                                                                        |
| AO 21104 | Statuette dite "le Balafré" Figurine de dragon-serpent anthropomorphe Chlorite, calcite, coquillage et fer (serre-tête) Hauteur : 11,7 cm ; Largeur : 5 cm Musée du Louvre, base Collections Aile Sully, rez-de-chaussée, salle 305. | Iran ? Asie centrale ? Époque du Bronze ancien, civilisation de l'Oxus Fin du IIIe millénaire, début du IIe millénaire avant J.-C. |
| AO 31917 | Princesse de Bactriane Statuette féminine portant le kaunakès (sorte de crinoline), dite "Princesse de Bactriane". Chlorite et calcite. Musée du Louvre, base Collections Aile Sully, rez-de-chaussée, salle 305 | Bactriane, Iran. Début du IIe millénaire avant J.-C.                                                                               |
| Sb 2731  | Statue de Napirasu Statue de la reine Napir-Asu, épouse d'Untash-Napirisha. Bronze et cuivre Hauteur : 129 cm ; Largeur : 77,5 cm ; Epaisseur : 71 cm Musée du Louvre, base Collections Aile Sully, rez-de-chaussée, salle 304 | Suse, Iran. Période médio-élamite Dynastie d'Igi-halkid : Untash-Napirisha (vers -1345/-1305)                                      |
| AOD 1    | Chapiteau du palais de Darius Ier Chapiteau d'une colonne de la salle d'audiences (Apadana) du palais de Darius Ier à Suse. Calcaire. Mission Marcel Dieulafoy, 1885-1886 Musée du Louvre, base Collection Aile Sully, rez-de-chaussée, salle 307 | Suse, Iran Époque achéménide. Règne de Darius Ier, vers -510.                                                                      |
| AOD 487  | Frise des Archers Frise de briques siliceuses à glaçure multicolore, provenant du palais de Darius Ier à Suse (Iran). Fouilles Marcel Dieulafoy, 1885–1886. Musée du Louvre, base Collections Aile Sully, rez-de-chaussée, salle 307 | Suse Vers -510. |

### Pays du Levant
| Objet    | Description | Origine et datation                                                  |
| -------- | --- | -------------------------------------------------------------------- |
| DAO 96   | Statues de 'Ain Ghazal Statue néolithique en plâtre et bitume, modelée sur une armature de cordes tressées lui permettant de tenir debout. La surface était lissée à la spatule et aux doigts. Le crâne devait recevoir une perruque. Aile Sully, rez-de-chaussée, salle 303                                                                                             | Aïn Ghazal, Jordanie Néolithique 7e millénaire av. J.-C.             |
| AO 15775 | Stèle de Baal au foudre Stèle de calcaire blanc, figurant Baal, dieu sémitique ou cananéen de l'orage et de la pluie. Fouilles Claude F. A. Schaeffer, 1930. Musée du Louvre, base Collections Aile Sully, rez-de-chaussée : Levant - Syrie côtière, Ougarit et Byblos des origines à l'âge du fer, salle 301                                                            | Ougarit, Syrie. Acropole de Ras Shamra. XVe – XIIIe siècle av. J.-C. |
| AO 5066  | Stèle de Mesha La stèle décrit en langue moabite comment le royaume de Moab a été conquis par Omri, roi d'Israël, en conséquence de la colère du dieu Kemoch. L'alphabet moabite est du type « phénicien », forme ancienne de l'alphabet sémitique. Basalte. Hauteur : 1,15 m Musée du Louvre, base Collections Aile Sully, rez-de-chaussée, salle 303                   | Dibân (en) ou Dibon, Jordanie Âge du fer, vers -800                  |
| AO 19801 | Triade palmyrénienne Bas-relief trouvé près de Bir Ouereb, dans le Ouadi Miyah, près de Palmyre. Calcaire. Hauteur : 60 cm. Représente les dieux syriens Aglibôl, Baalshamin et Malakbêl, vêtus de cuirasses à lamelles inspirées de l'hellénisme oriental, antérieures à la cuirasse romaine. Musée du Louvre, base Collections Aile Sully, rez-de-chaussée, salle 315. | Palmyre Vers le Ier siècle.                                          |

### Anatolie (Turquie)
| Objet   | Description | Origine et datation                              |
| ------- | --- | ------------------------------------------------ |
| AO 9647 | Pendeloque hittite Pendentif représentant une divinité hittite. Le dieu porte une tiare à corne et tient une arme contre son torse. Or. Hauteur : 3,80 cm Mission Chantre, 1894. Musée du Louvre, base Collections | Yozgat, Turquie -1400 / -1200 (Hittite impérial) |

### Autres œuvres

Œuvres du département des antiquités orientales du musée du Louvre
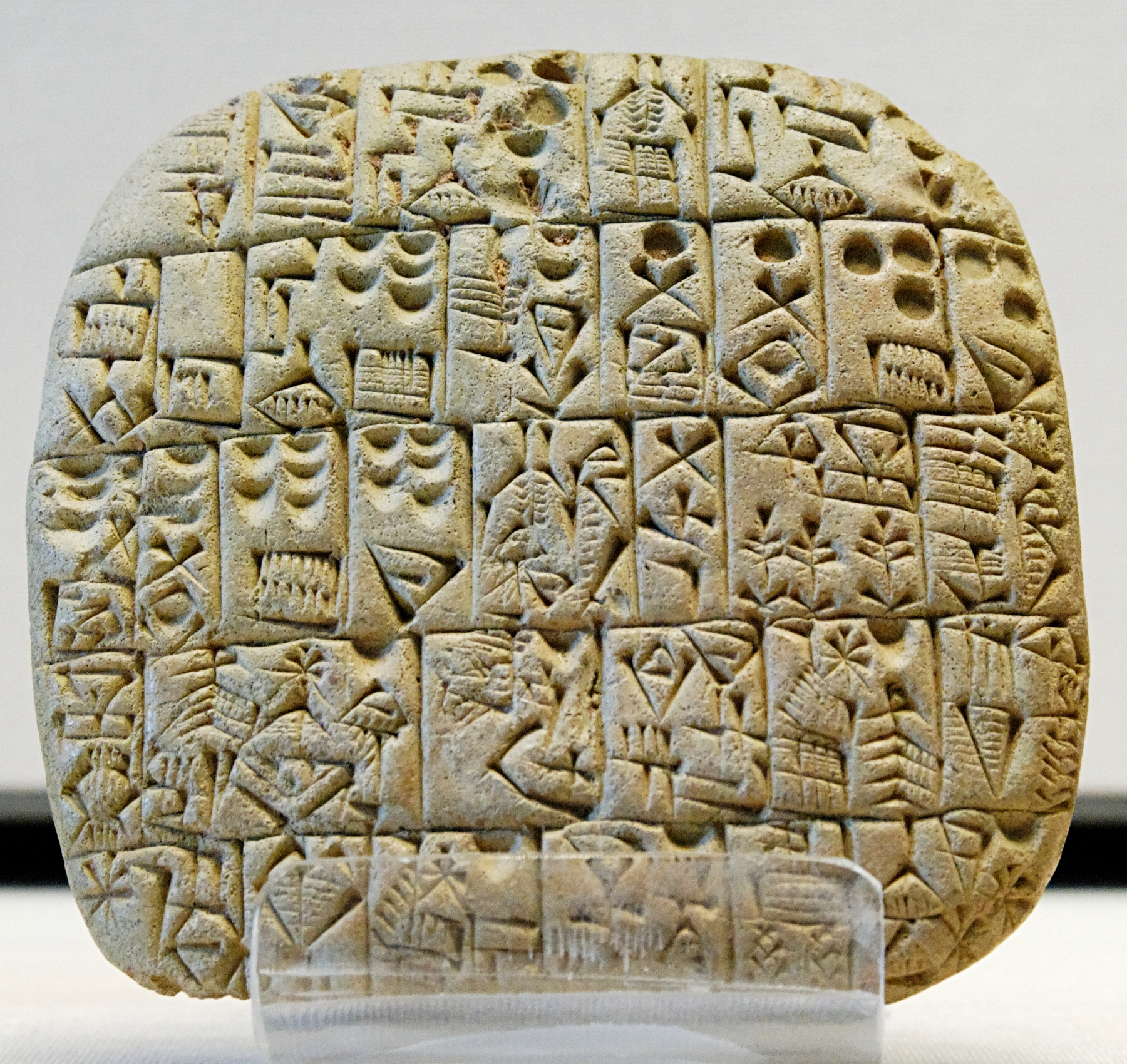
Contrat archaïque sumérien (AO3766).
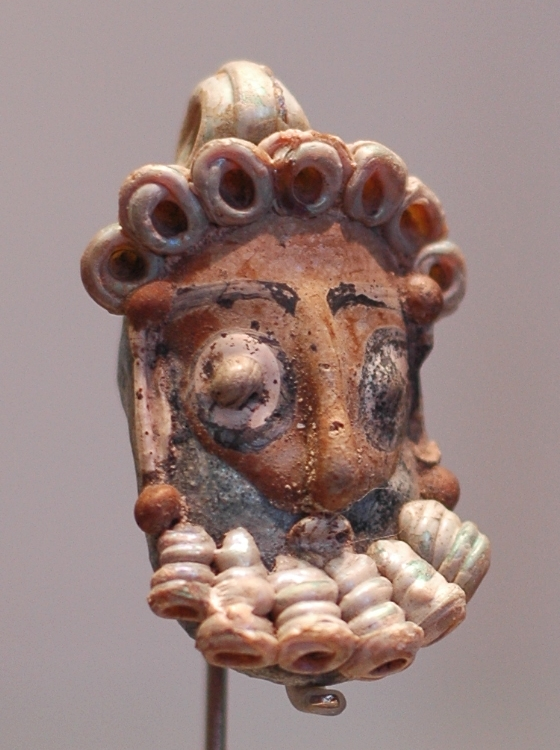
Tête d'homme en pâte de verre, Carthage (AO 3783).
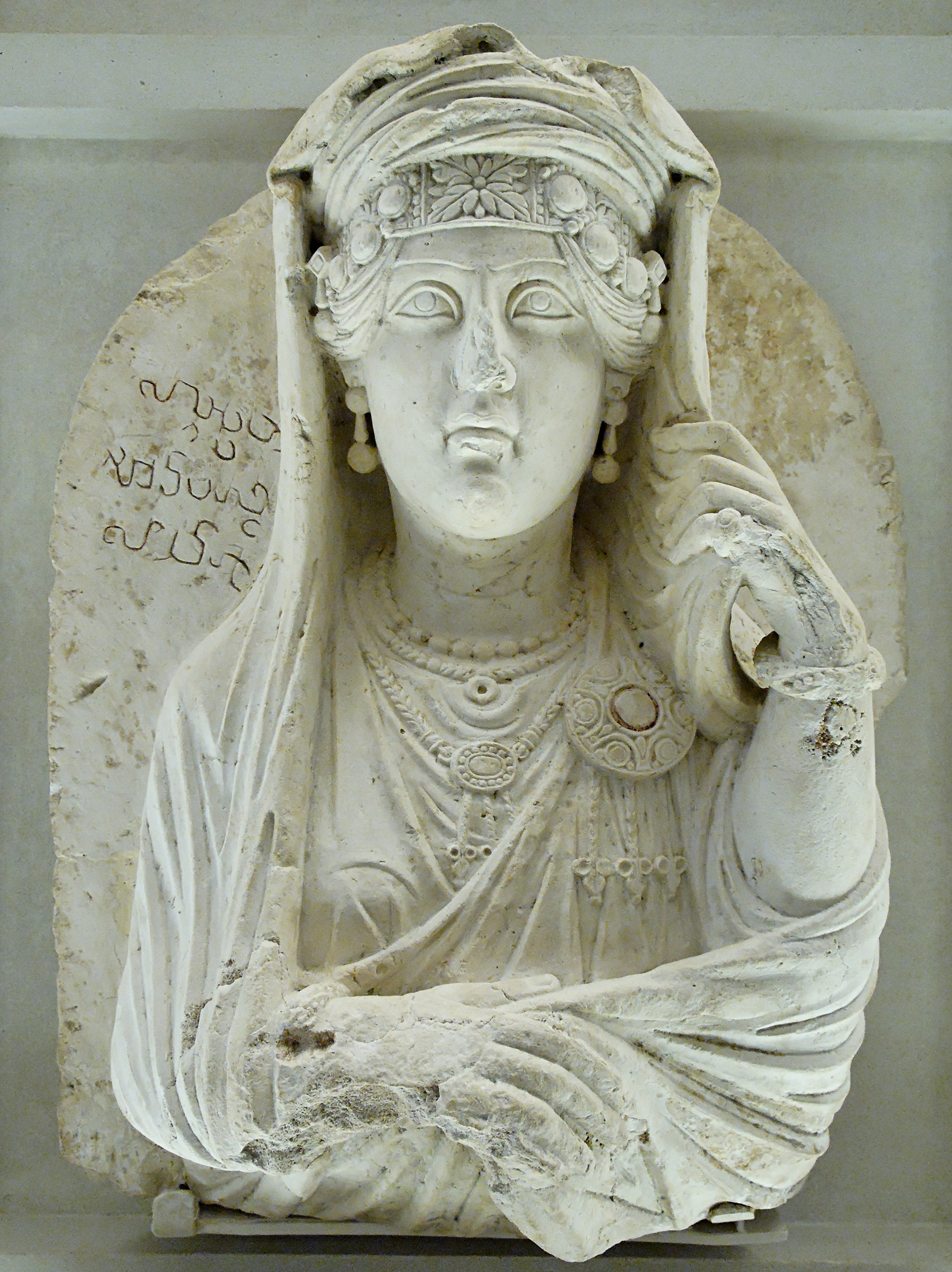
Relief funéraire de Palmyre (AO 1575).
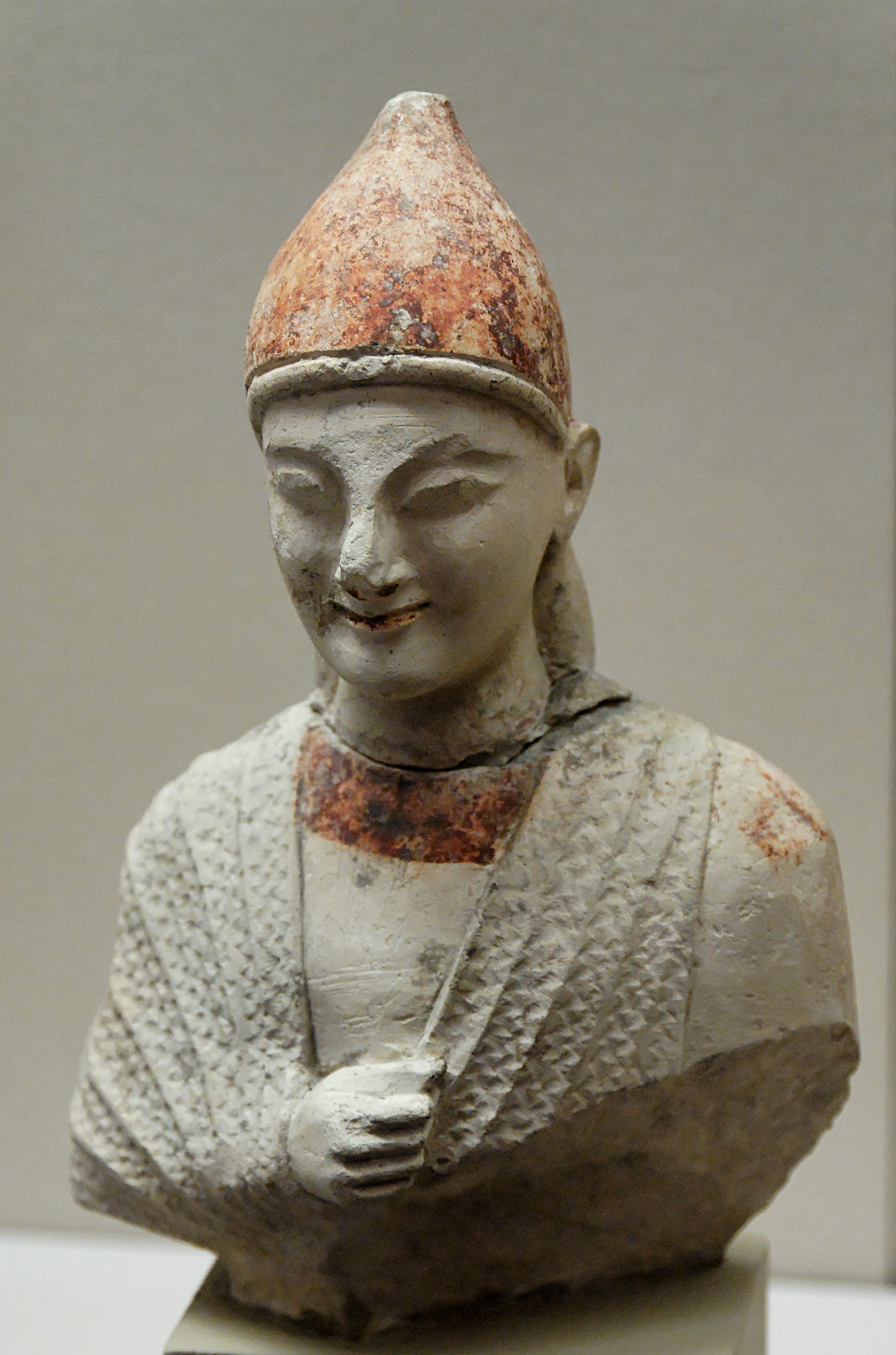
Figurine en terre cuite chypriote (AO 1329).
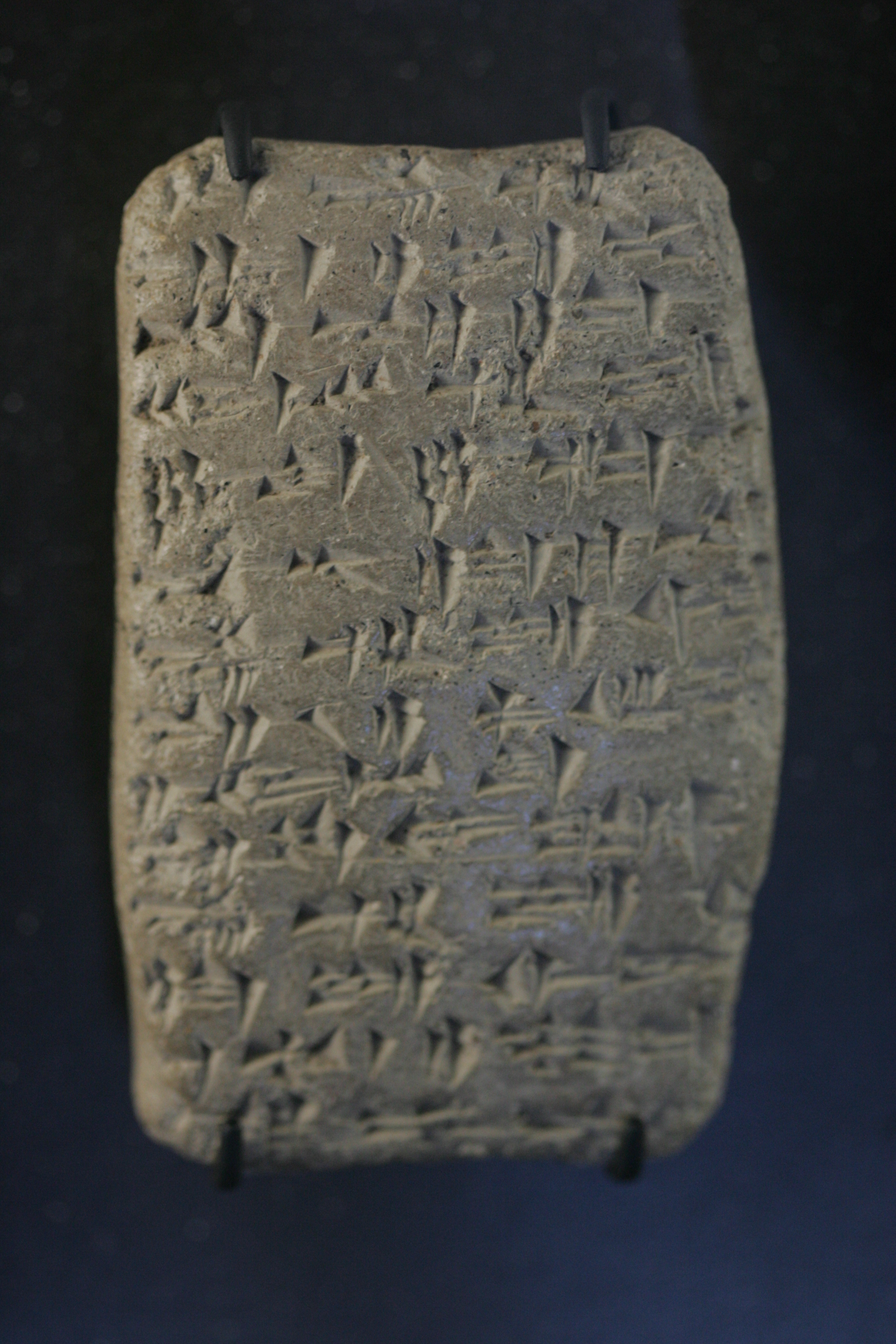
L'une des lettres d'Amarna (AO 7094).
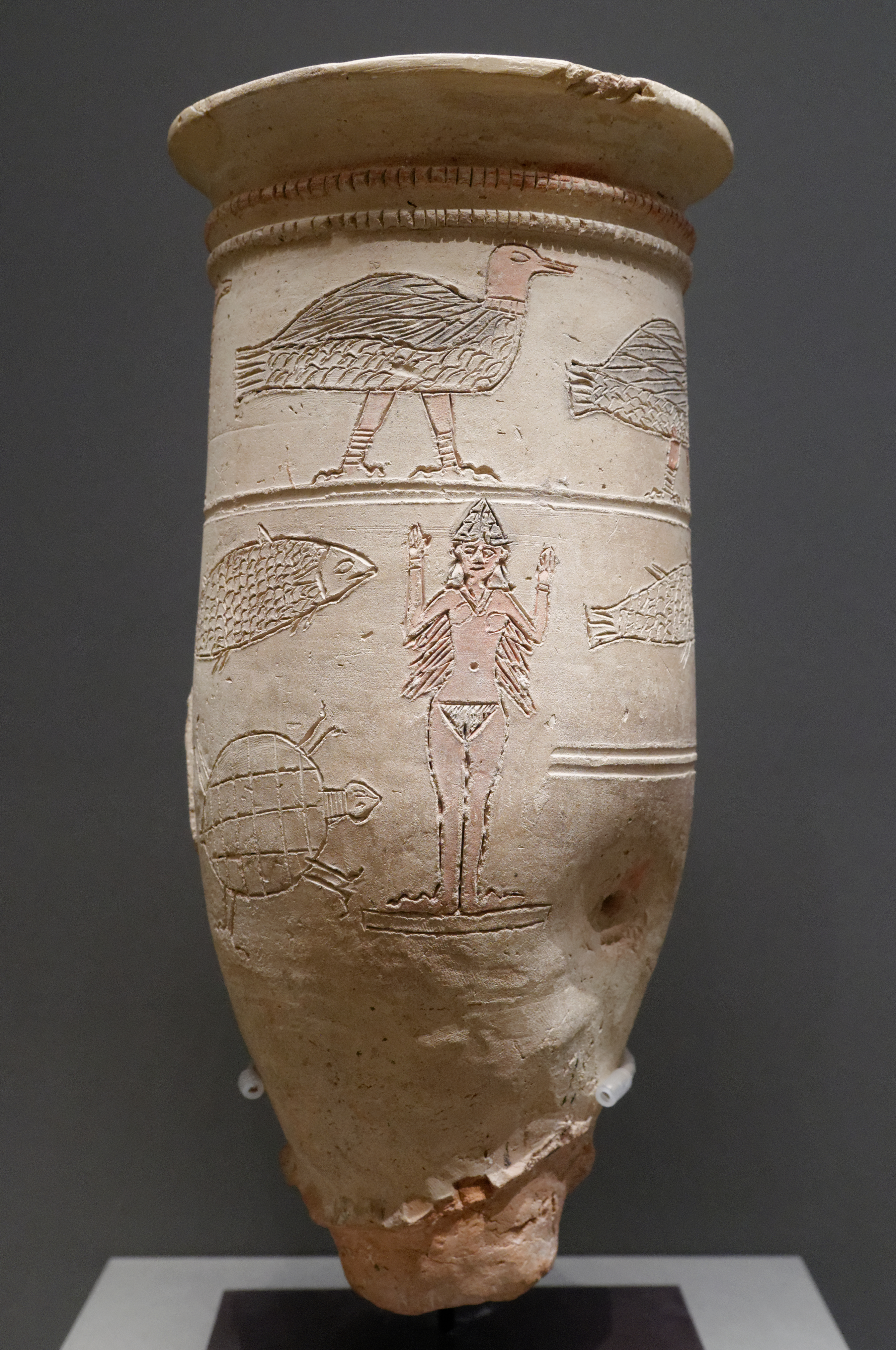
Vase d'Ishtar, Larsa, Irak, AO 17000
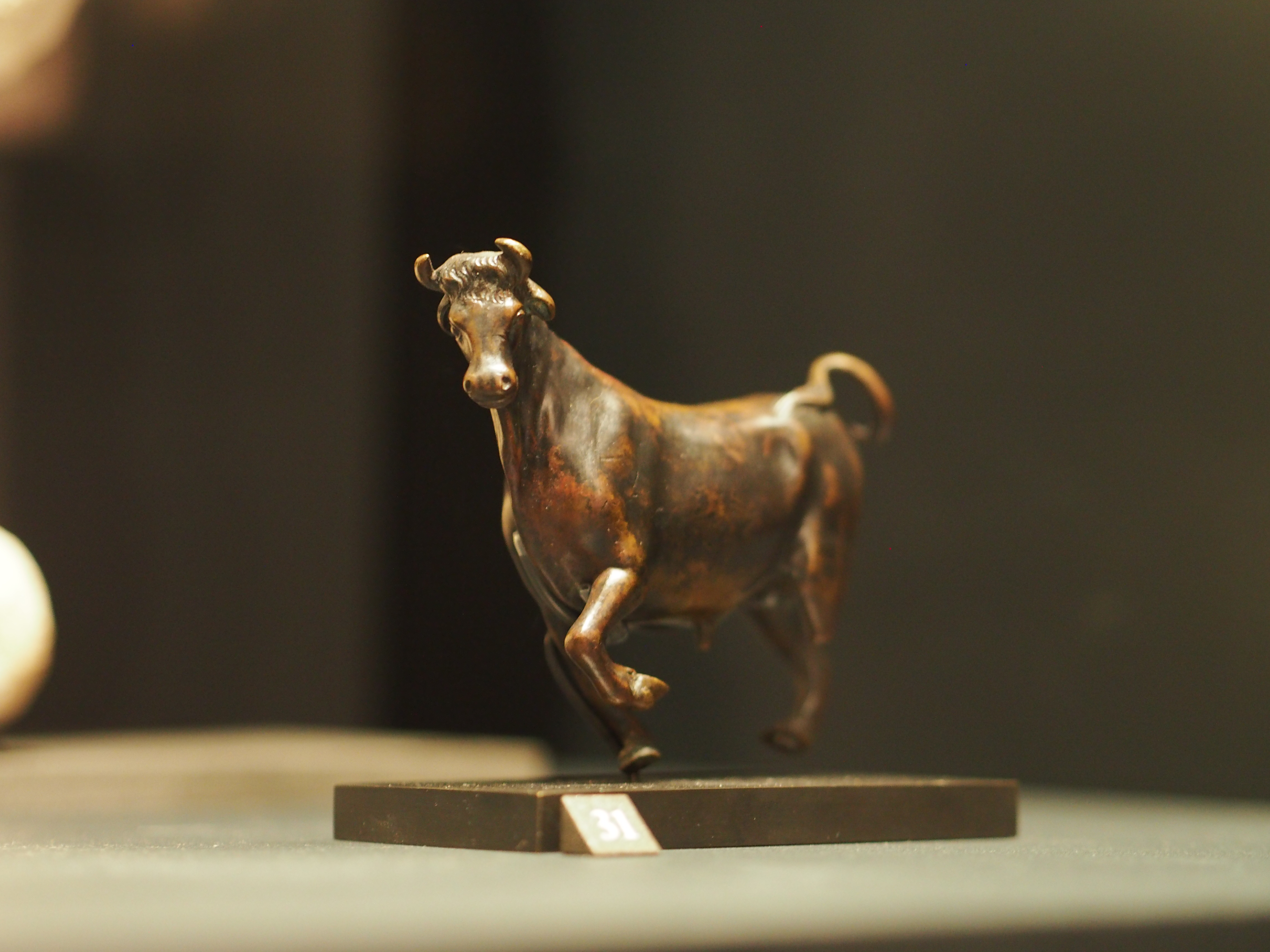
Taureau marchant (vue de trois-quarts), symbole de Zeus ou d'un dieu de l'orage, sculpture, Ier  ou  IIe siècle, bronze, Syrie (AO 4781).
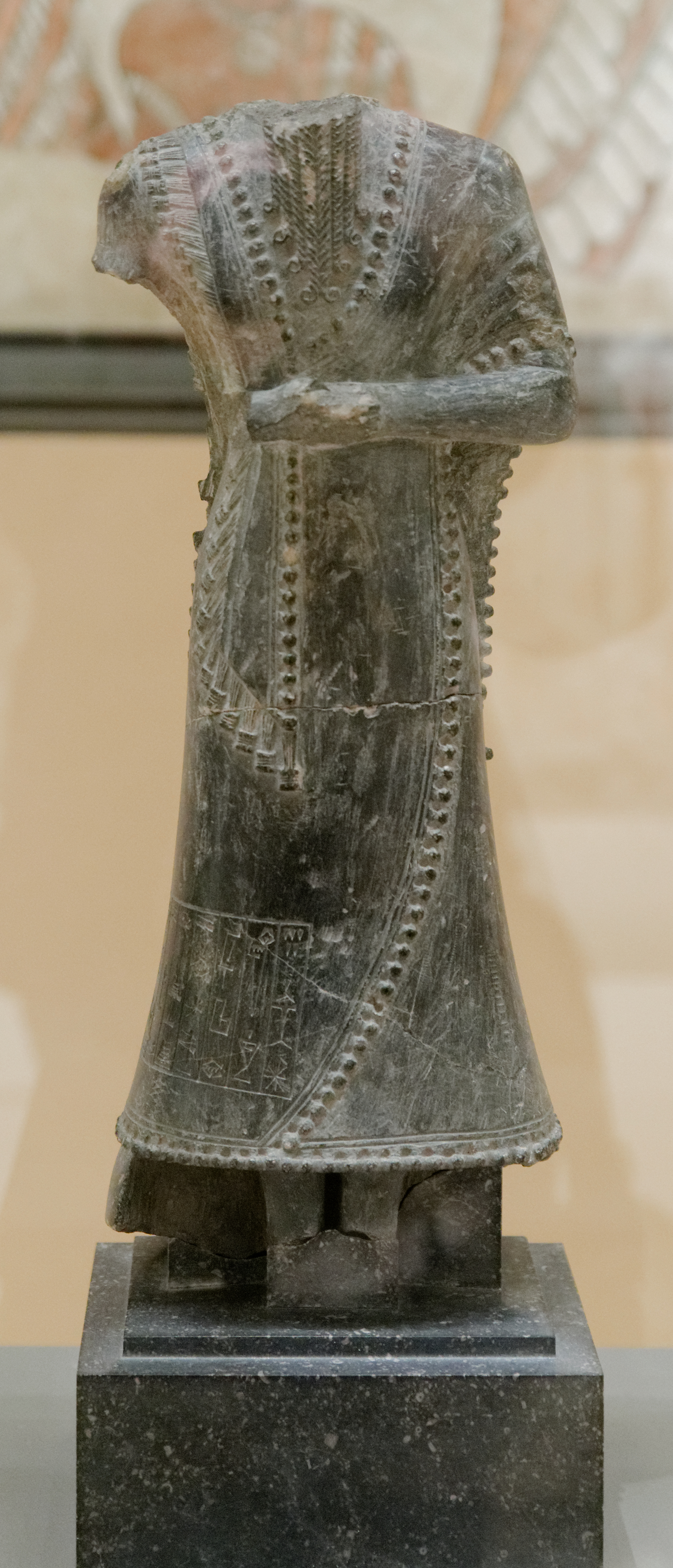
Statue de Iddi-Ilum, AO 19486.

## Sources
1. ↑  Musée du Louvre, « L'histoire des collections du département des Antiquités orientales », sur louvre.fr, site officiel (consulté le 25 mars 2022)
2. ↑  « HEUZEY Léon, Alexandre », sur aibl.fr (consulté le 24 octobre 2021)
3. ↑  « HEUZEY, Léon », sur inha.fr (consulté le 24 octobre 2021)
4. ↑  Musée du Louvre, département des Antiquités orientales, site officiel
5. ↑  (en) ALIZADEH, A., « The Rise of the Highland Elamite State in Southwestern Iran. "Enclosed" or Enclosing Nomadism? », Current Anthropology, no 51,‎ 2010, p. 353-383
6. ↑  BRIDEY F. et PALADRE C., "La ville de Suse au Chalcolithique", in: M. Sauvage (dir.), Atlas Historique du Proche-Orient Ancien, Paris, Les Belles Lettres, 2020.